# Systatica drakei
Systatica drakei là một loài bướm đêm trong họ Geometridae.